# Sphenoptera araxidis
Sphenoptera araxidis es una especie de escarabajo del género Sphenoptera, familia Buprestidae. Fue descrita científicamente por Reitter en 1890.

## Distribución
Habita en la región paleártica.